# Främre Österrike

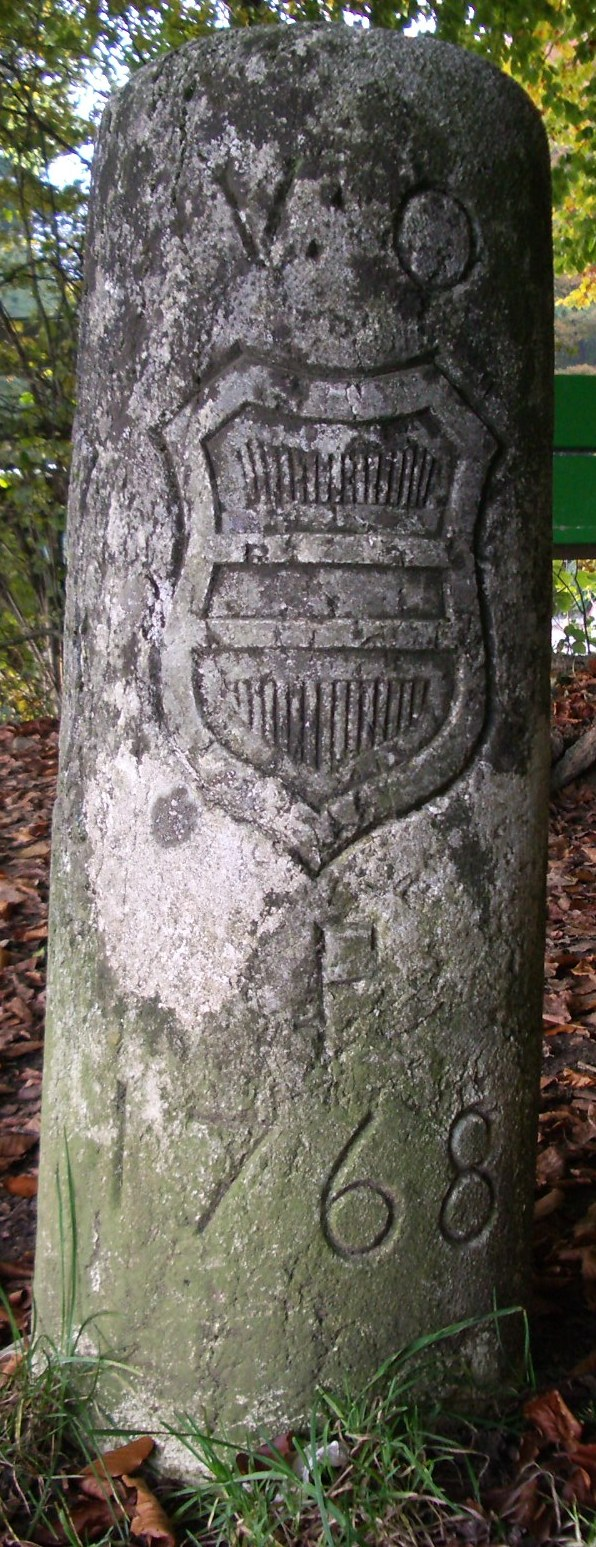
Gränsmärke av främre Österrike

Främre Österrike (Vorderösterreich) var en historisk benämning på habsburgska husets besittningar vid och norr om Bodensjön samt väster över till Elsass.

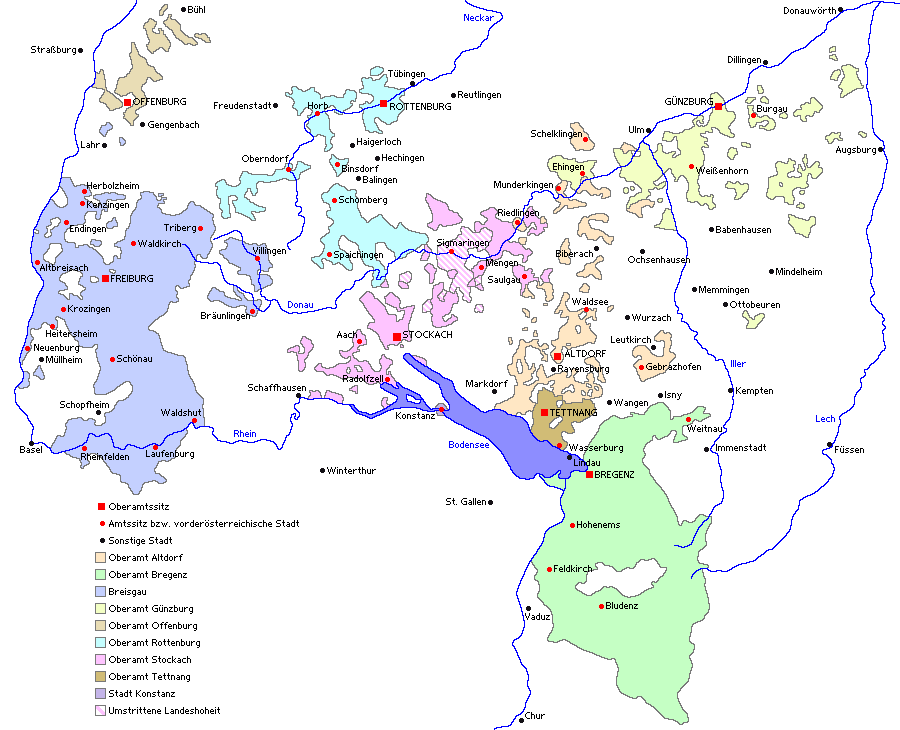
Främre Österrike år 1780

Det omfattade tre huvuddelar: Breisgau och vissa områden i Elsass - vilka dock nästan direkt förlorades till Frankrike 1648 -, schwabiska Österrike, splittrat i en mängd områden, och de vorarlbergska besittningarna.